# Willoughby Gray
John Willoughby Gray (Londra, 5 novembre 1916 – Salisbury, 13 febbraio 1993) è stato un attore inglese.
Iniziò la sua carriera verso gli anni cinquanta; tra i suoi ultimi lavori vi è La storia fantastica (1987), in cui interpreta il re.
Morì di cancro nel 1993 a 76 anni.

## Filmografia parziale

### Cinema
- Il segreto della porta chiusa (The Woman with No Name), regia di Ladislao Vajda (1950)
- Zitto e... mosca (Top Secret), regia di Mario Zampi (1952)
- Riccardo III (Richard III), regia di Laurence Olivier (1955)
- La mummia (The Mummy), regia di Terence Fisher (1959)
- L'uomo che viene da lontano (The Man Outside), regia di Samuel Gallu (1967)
- Waterloo, regia di Sergey Bondarchuk (1970)
- Il fantino deve morire (Dead Cert), regia di Tony Richardson (1974)
- L'assoluzione (Absolution), regia di Anthony Page (1978)
- The Gamekeeper, regia di Ken Loach (1980)
- Vendetta (The Hit), regia di Stephen Frears (1984)
- 007 - Bersaglio mobile (A View to a Kill), regia di John Glen (1985)
- I guerrieri del sole (Solarbabies), regia di Alan Johnson (1986)
- La storia fantastica (The Princess Bride), regia di Rob Reiner (1987)

### Televisione
- Robin Hood (The Adventures of Robin Hood) – serie TV, 39 episodi (1955-1956)